# Vertrag von Saint-Germain-en-Laye (1679)
Der Vertrag von Saint-Germain-en-Laye (1679) folgte nur wenige Wochen auf den Frieden von Saint-Germain (1679). Weil der Große Kurfürst Friedrich Wilhelm über das Verhalten des Kaisers Leopold I. als seinem Bündnispartner im Französisch-Holländischen Krieg, dessen Hilfe nach dem französischen Überfall auf die Kurpfalz (1674) und den erlittenen Verlust Vorpommerns schwer verärgert war, schloss er sich enger an Frankreich an. Er verpflichtete sich in diesem Geheimvertrag vom 25. Oktober 1679, für den Sonnenkönig Ludwig XIV. bei einer neuen Kaiserwahl zu stimmen.
Durch die Rückgabe Vorpommerns fehlten Brandenburg die Häfen Stettin und Stralsund bei seinem Überseehandel, den der Kurfürst stärker ausbauen wollte.